# Merrifield (Minnesota)
Merrifield est une census-designated place située dans le comté de Crow Wing, dans l’État du Minnesota, aux États-Unis. Lors du recensement de 2020, elle comptait 140 habitants.